# Max Seydewitz
Max Seydewitz (19 de diciembre de 1892 - 8 de febrero de 1987) fue un político alemán (SPD, SAPD y SED). Entre 1947 y 1952 fue el Ministro presidente de Sajonia en Alemania Oriental.

## Biografía
Max Seydewitz nació en Forst (Lausitz), una ciudad pequeña, a unos 25 km al este de Cottbus y 150 km al sudeste de Berlín. Su padre fue un tintorero. Acudió a la escuela local y fue aprendiz de impresor. Se unió a un movimiento juvenil socialista en 1907 y en 1910 se convirtió en miembro del SPD (partido). Sirvió como soldado en la Primera Guerra Mundial entre 1914 y 1915 cuando fue despedido del ejército por ser "inapropiado" para la guerra. Desde 1918 hasta 1920 trabajó como editor en el "Volksblatt" ("La voz del pueblo"), un periódico socialista en Halle antes de trasladarse a Zwickau donde desde 1920 hasta 1931 sirvió como redactor jefe en Saxony Volksblatt, un diario de la izquierda política. En 1924 Seydwitz estuvo en el Reichstag, y junto a Paul Levi y Kurt Rosenfeld fue portavoz de la izquierda parlamentaria. De 1927 a 1932 fue coeditor de Klassenkampfes ("La lucha de clases"). En 1929 se casó con Ruth Lewy, que compartía sus ideas políticas. Estuvo casado con Erna Seydewitz, de soltera Hilbert, con quien tuvo tres hijos.
En 1931 Seydewitz, junto con otros representantes del ala izquierda del partido, rompieron la disciplina de voto en el SPD, lo que determinó su expulsión; los excluidos se constituyeron como el Partido de los Trabajadores Socialistas de Alemania (SAPD) cuyo copresidente fue Seydewitz junto con Kurt Rosenfeld, hasta la primavera de 1933. Dentro del SAPD, Seydewitz cooperó inicialmente con el ala marxista revolucionaria de Fritz Sternberg, Paul Frolich y Jacob Walcher, en torno a finales de 1932 se acercó de nuevo al ala socialdemócrata-pacifista de Anna Siemsen.
Durante la época nazi, estuvo refugiado en Checoslovaquia, Países Bajos, Noruega y ya en 1940, Suecia, donde fue internado en Loka Brunn y ocho semanas en Längmora. Luego trabajó como periodista en Estocolmo, pero a principios de 1942 volvió a ser detenido y llevado a Lund como estancia forzosa. El 29 de marzo de 1934, la Gaceta del Reich (Deutscher Reichsanzeiger) publicó la segunda lista de expatriados, en la que estuvo incluido.
En 1933 comenzaron un acercamiento al Partido Comunista de Alemania (KPD). Max y Ruth Seydewitz fueron considerados desde mediados de la década como "submarinos de la KPD" entre los grupos de exiliados socialdemócratas de izquierda como los socialistas revolucionarios de Alemania (RSD), una sospecha confirmada por la defensa en los procesos de Moscú. Sus hijos Fridolin Seydewitz (1919-2016) y Horst Seydewitz (1915-1997) pasaron varios años en trabajos forzados, en un campo de prisioneros en el Kolyma, noreste de la Unión Soviética y no regresaron a Dresde hasta el 5 de marzo de 1948.

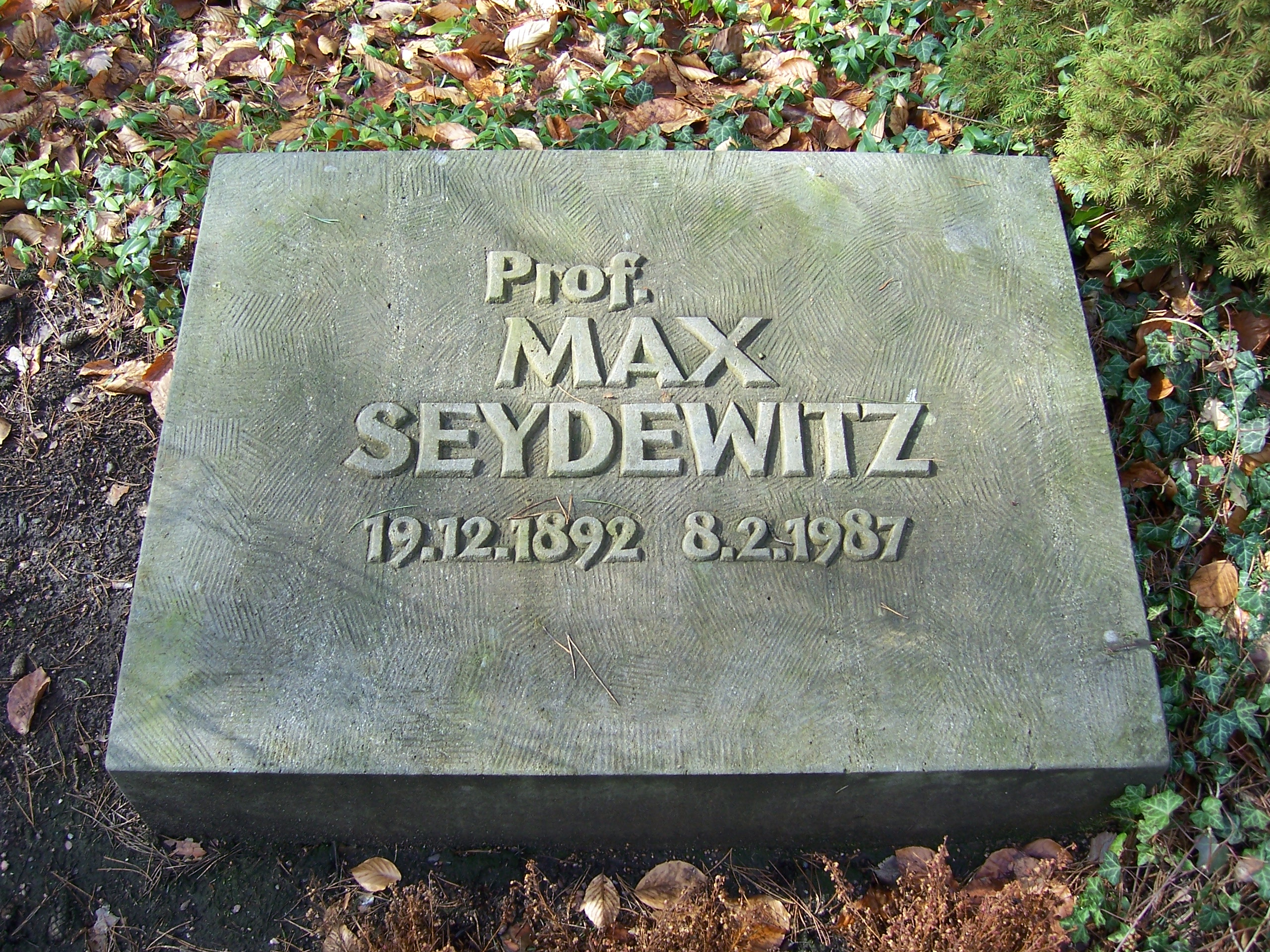
Tumba de Max Seydewitz en el Heidefriedhof de Dresde

En 1945 Seydewitz volvió a Berlín, donde en 1946 era miembro del SED. Fue redactor jefe del órgano teórico de la SED, la revista Einheit ("Unidad") para, a a continuación (1946-1947), hacerse cargo del puesto de director de la Berliner Rundfunk (Rediodifusión berlinesa). En 1947, el Parlamento sajón lo eligió como primer ministro, en 1947-1949 fue también miembro del Consejo de Administración de la SED y en 1950, de la Volkskammer. En 1951-1952 Seydewitz fue atacado como parte de la campaña contra exmiembros del SAPD y tuvo que practicar la "autocrítica" de 1952. Fue sustituido como primer ministro de Sajonia, pero se le permitió conservar el mandato en la Volkskammer. Una cierta rehabilitación significó que en 1955 fuese nombrado director general de las colecciones de arte estatales de Dresde, un cargo que mantuvo hasta el año 1968. Siguió siendo miembro del Parlamento hasta su muerte el 8 de febrero de 1987.
Estadísticamente, Seydewitz fue el más antiguo Ministro presidente de Alemania en el período desde el 26 de noviembre de 1985 hasta el 5 de mayo de 1991 precedido por Hans Ehard y seguido por Bruno Diekmann. Si sólo se cuentan los ministros presidentes de Alemania del Este entre agosto de 1981 y el 8 de octubre de 1991; precedido por Karl Steinhoff y sucedido por Werner Bruschke.

## Producción
- Die Krise des Kapitalismus und die Aufgabe der Arbeiterklasse. verlag der Marxistischen Büchergemeinde, Berlín 1931
- Todesstrahlen und andere neue Kriegswaffen, con Kurt Doberer. Malik-Verlag, Londres 1936
- Stalin oder Trotzki? - Die UdSSR und der Trotzkismus. Eine zeitgeschichtliche Untersuchung. Malik-Verlag, Londres 1938.
- Hakenkreuz über Europa? Vannier, París 1939
- Civil life in wartime Germany. The story of the home front. Nueva York 1945.
- Es geht um Deutschland. Sachsen-Verlag, Dresde 1949. (gesammelte Rundfunkkommentare 1946–1947).
- Der Antisemitismus in der Bundesrepublik. Mit Ruth Seydewitz, Hrsg. Ausschuß für deutsche Einheit, Berlín 1956
- Das Dresdener Galerie Buch : 400 Jahre Dresdener Gemäldegalerie, con Ruth Seydewitz, Verlag der Kunst, Dresde 1957
- Deutschland zwischen Oder und Rhein : Ein Beitr. zur neuesten dt. Geschichte. Kongress-Verlag, Berlín 1958
- Zerstörung und Wiederaufbau von Dresden Berlín (Ost) 1955. (ab 3. Auflage: Die unbesiegbare Stadt)
- Die Dresdener Kunstschätze : Zur Geschichte d. Grünen Gewölbes u.d. anderen Dresdener Kunstsammlungen, mit Ruth Seydewitz, VEB Verlag der Kunst, Dresde 1960
- Ruth und Max Seydewitz, Die Dame mit dem Hermelin: Der grösste Kunstraub aller Zeiten. Henschelverlag, Berlín (Ost) 1963
- Es hat sich gelohnt zu leben. Lebenserinnerungen eines alten Arbeiterfunktionärs. Dietz Verlag, Berlín (Ost) 1976.
- Dresden, Musen und Menschen. Ein Beitrag zur Geschichte der Stadt, ihrer Kunst und Kultur. Buchverlag Der Morgen, Berlín, 1988